# Tổng trấn Venezia
Tổng trấn Venice (/doʊdʒ/ DOHJ; Tiếng Veneto: Doxe de Venexia [ˈdoze de veˈnɛsja]; tiếng Ý: Doge di Venezia [ˈdɔːdʒe di veˈnɛttsja]; tất cả đều bắt nguồn từ tiếng Latinh: dux, "lãnh đạo quân sự"), đôi khi được dịch là Công tước (so sánh với Duca của Ý), là quan tòa trưởng và lãnh đạo của Cộng hòa Venice trong khoảng thời gian từ 726 đến 1797.
Các tổng trấn của Venice được bầu chọn suốt đời bởi giới quý tộc Venice. Doge không phải là một công tước theo nghĩa hiện đại, cũng không tương đương với một công tước cha truyền con nối. "Doge" là tước hiệu của quan chức cao cấp nhất được bầu chọn của Venice và Genoa; cả hai thành phố đều là nước cộng hòa và doge được bầu. Một doge được gọi khác nhau bằng các kính ngữ đính kèm "My Lord the Doge" (Monsignor el Doxe), "Most Serene Prince" (Serenissimo Principe) và "
Serene Highness" (Sua Serenità).